# 穆罕默德·阿拉法赫
穆罕默德·阿拉法赫，全名穆罕默德·哈桑·马哈茂德·阿拉法赫（阿拉伯语转写：Mohammad Arafah，全名：Mohammad Hasan Mahmoud Arafah，1982年9月1日—），约旦足球裁判。2012年起成为国际级裁判。中国足协邀请其执法中超时，在联赛通知上将他的名字译为“阿拉法赫”。
2013年中超联赛，阿拉法赫应邀执法了第5轮大连阿尔滨与广州恒大的比赛、第14轮北京国安和山东鲁能的比赛。